# 科利亚多梅迪亚诺
科利亚多梅迪亚诺，是西班牙马德里自治区的一个市镇。总面积23平方公里，总人口4695人（2001年），人口密度204人/平方公里。